# Godehard Ruppert

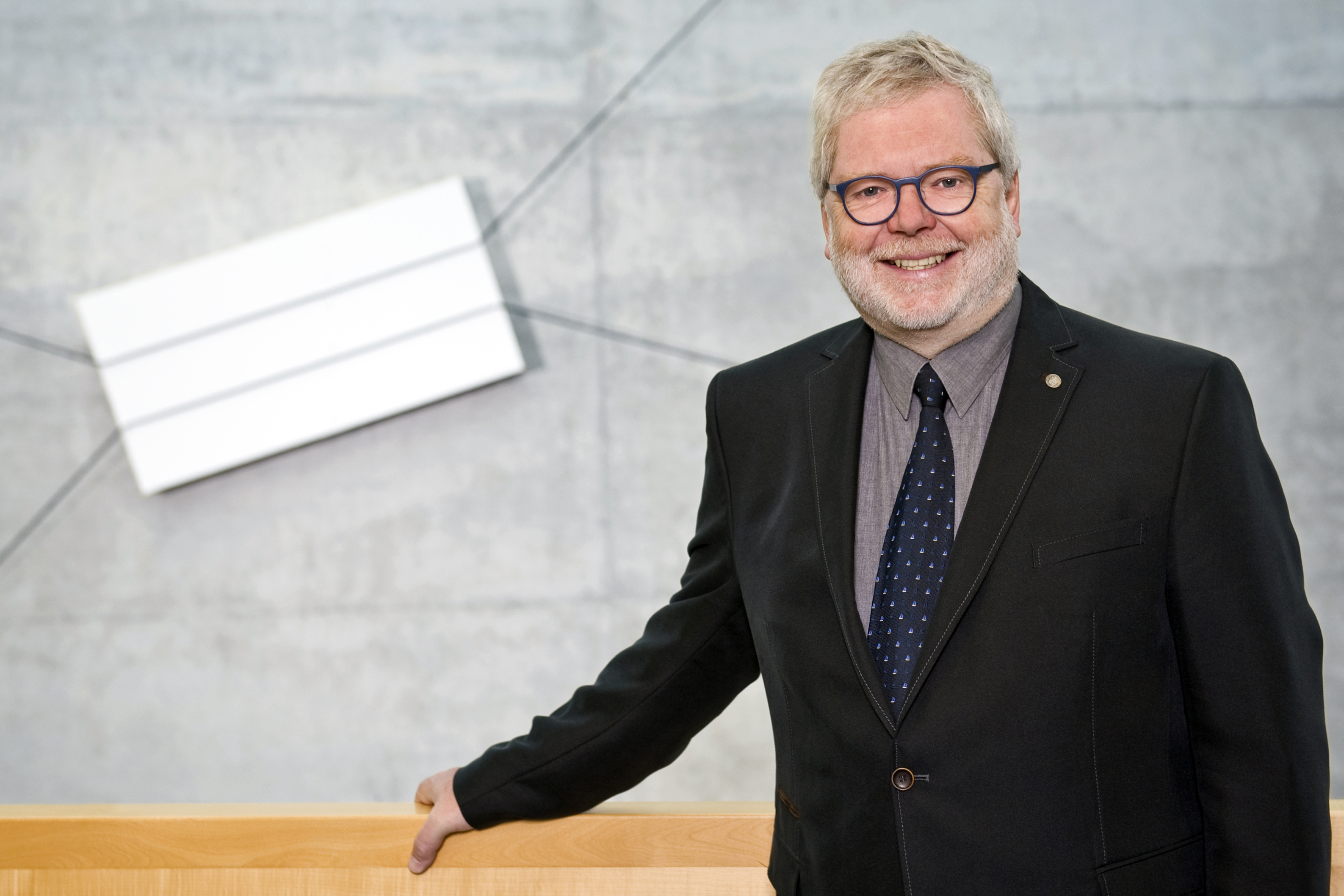
Godehard Ruppert Präsident der Virtuellen Hochschule Bayern

Godehard Ruppert (* 6. November 1953 in Beuel bei Bonn) ist ein deutscher Religionspädagoge. Er war von April 2000 bis September 2020 Präsident der Otto-Friedrich-Universität Bamberg, ist Präsident der Virtuellen Hochschule Bayern und Vorsitzender des Rundfunkrates des Bayerischen Rundfunks.

## Leben
Nach dem Abitur am Humanistischen Gymnasium Bochum studierte Ruppert von 1974 bis 1979 Philosophie, Katholische Theologie, Pädagogik und Publizistik an der Ruhr-Universität Bochum, an der Westfälischen Wilhelms-Universität in Münster und an der Universität Würzburg. 1984 wurde er an der Universität Würzburg zum Dr. theol. promoviert, 1990 habilitierte er sich an der Universität Hannover zum Dr. phil. habil. Er war von 1979 bis 1984 Wissenschaftlicher Mitarbeiter, von 1984 bis 1991 Wissenschaftlicher Assistent und 1991 für kurze Zeit Hochschuldozent am Fachbereich Erziehungswissenschaften der Universität Hannover. Nebenamtlich unterrichtete er von 1986 bis 1990 an einer Hauptschule in Hannover und von 1990 bis 1991 an einer Berufsfachschule in Hildesheim. 1991 übernahm er den Lehrstuhl für Religionspädagogik und Didaktik des Religionsunterrichts an der Otto-Friedrich-Universität Bamberg. Seine Forschungsschwerpunkte sind Didaktik der Kirchengeschichte, Historische Religionspädagogik und Geschichte der Bildung.
Neben hochschulpolitischen Aktivitäten und Funktionen ist er aktiv in zahlreichen öffentlichen Vereinigungen; er ist u. a. Mitglied des Rundfunkrates des Bayerischen Rundfunks, seit 2022 dessen Vorsitzender.
Godehard Ruppert ist verheiratet mit der Studienrätin im Förderschuldienst Rita Walker-Ruppert und hat drei erwachsene Kinder: Benedikt, Mathematiker; Lioba, Ärztin; Eloisa, Linguistin. Er wohnt in Frensdorf bei Bamberg.

## Hochschulpolitik
Nach einer Amtszeit als Prodekan und Dekan wurde Ruppert 1996 unter dem Kirchenrechtler Alfred Hierold Prorektor der Universität und in diesem Amt 1998 wiedergewählt. Daneben fungierte er für eine Amtszeit als Vorstand des theologischen Fakultätentages. Im Jahre 2000 wurde Ruppert im zweiten Wahlgang zum Rektor der Universität gewählt und 2003 für die Zeit bis 2008 ohne Gegenkandidatur im Amt bestätigt. Infolge der Novellierung des Bayerischen Hochschulgesetzes und einer Änderung der Grundordnung der Universität war er seit 15. Juni 2007 Präsident. In diesem Amt wurde er im November 2007 im ersten Wahlgang für eine Amtszeit bis 2012 bestätigt. Im Mai 2011 und im Februar 2017 wurde er jeweils ein weiteres Mal für eine Amtszeit von 6 Jahren wiedergewählt. Ende September 2020 schied er als der zu diesem Zeitpunkt am längsten amtierende Präsident einer deutschen Universität aus.
Unter der Ägide von Ruppert fand an der Universität Bamberg eine Strukturreform statt. In diesem Zusammenhang erhielt die Universität ein außeruniversitäres Forschungsinstitut der Leibniz-Gemeinschaft, das seit 1. Januar 2014 Träger des Nationalen Bildungspanels ist. Als Erfolg der Strukturreform wertet die Universität die 2012 erfolgte Genehmigung einer Graduate School im Rahmen der deutschen Exzellenzinitiative.
Mit Amtsantritt als Rektor wurde Ruppert zum Mitglied des Direktoriums der Virtuellen Hochschule Bayern gewählt, seit 2002 ist er Präsident dieses Verbundinstituts der bayerischen Fachhochschulen und Universitäten; 2006, 2010, 2014, 2018 und 2022 wurde er in diesem Amt jeweils für eine vierjährige Amtszeit bestätigt.
Im April 2012 kandidierte Ruppert zum Präsidenten der Hochschulrektorenkonferenz (HRK) gegen Horst Hippler, Karlsruher Institut für Technik, und Lothar Zechlin, Universität Duisburg-Essen. Der Tagesspiegel sah die Bewerbung Rupperts als „nicht chancenreich“ an, da dieser selbst als Vorsitzender des Dachverbands der bayrischen Universitäten als „umstritten“ gelte. Tatsächlich zog Ruppert seine Kandidatur bereits nach dem ersten Wahlgang zurück; im zweiten setzte sich Hippler gegen Zechlin durch. Die Süddeutsche kommentierte den Misserfolg Rupperts mit den Worten: „Gleichwohl hat Ruppert in Bamberg eine beeindruckende Profilbildung mit starken Geisteswissenschaften forciert. Selbst Studentenvertreter, mit denen er Kleinkriege auszufechten hatte, beschreiben ihn ‚als Hochschulmanager im positiven Sinne‘. Die Uni ‚wetterfest‘ zu machen, sei wichtiger als die Schaffung von ‚Leuchttürmen, die einsam in der Landschaft stehen‘, sagte Ruppert mal mit Blick auf den Exzellenzwettbewerb.“
Weitere hochschulpolitische Funktionen:
- Kommission für Neue Medien und Wissenstransfer der Hochschulrektorenkonferenz (HRK) – Mitglied von 2001 bis 2012
- Universität Bayern e.V. – Bayerische Rektorenkonferenz – Mitglied von 2000 bis 2020; Vorsitzender von 2011 bis 2013
- Kuratorium der Hochschul-Informations-System GmbH (HIS) – Vorsitzender von 2002 bis 2012
- Direktorium des Bayerischen Hochschulzentrums für Mittel-, Ost- und Südosteuropa (BAYHOST) – Sprecher von 2007 bis 2013 und von 2016 bis 2020
- Kuratorium der Fachhochschule Coburg – Mitglied von 2002 bis 2020
- Stiftungsrat der Stiftung für Hochschulzulassung – Mitglied von 2010 bis 2022
- Universitätsrat der Andrássy Universität in Budapest – Mitglied von 2010 bis 2022; Vorsitzender von 2017 bis 2022
- Administrative Board der International Association of Universities (IAU) – Mitglied von 2012 bis 2022
- Landeshochschulrat Brandenburg – Mitglied seit 2016; Vorsitzender von 2022 bis 2025
- Universitätsrat der Universität Augsburg – Mitglied seit 2021

## Ehrungen und Auszeichnungen
- 2006: Bürgermedaille der Stadt Bamberg
- 2009: Bundesverdienstkreuz am Bande[10]
- 2015: „Bayerischer Janus“ – Preis für besonders herausragende Leistungen um das Archivwesen[11]
- 2021: Verdienstmedaille Bene Merenti in Gold - Otto-Friedrich-Universität Bamberg[12]
- 2023: Ehrensenator der Andrássy Universität Budapest
- 2024: Bayerischer Verfassungsorden[13]

## Publikationen
- Burg Rothenfels. Ein Beitrag zur Geschichte der Jugendbewegung und ihres Einflusses auf die katholische Kirche (=Rothenfelser Schriften 5), Rothenfels 1979
- Geschichte ist Gegenwart. Ein Beitrag zu einer fachdidaktischen Theorie der Kirchengeschichte, Hildesheim 1984
- Zugang zur Kirchengeschichte. Entwurf einer elementaren Propädeutik für Religionspädagogen (=Theorie und Praxis 34), Hannover 1991
- Quickborn – katholisch und jugendbewegt. Ein Beitrag zur Wirkungsgeschichte der katholischen Jugendbewegung (=Z dziejów kultury chrześcijańskiej na Śląsku 17), Opole 1999
- Artikel in Sammelbänden, Zeitschriften und Lexika.
- Herausgeber von Schriften der Universität, u. a. "uni.kat" und "uni.vers", als Sammelbände: Geisteswissenschaften im Profil. Reden zum Dies Academicus aus den Jahren 2000–2007, Bamberg 2008 und Bamberger Feuilleton 2009. Beiträge von Bamberger Wissenschaftlerinnen und Wissenschaftlern in der deutschsprachigen Presse, Bamberg 2009.
- Mitautor von Veröffentlichungen der Hochschulrektorenkonferenz: „Leitfragen für Hochschulstrategien zur Informations- und Kommunikationsstruktur“ (2006), des HRK-Positionspapiers zur wissenschaftlichen Weiterbildung (2008) sowie der HRK-Handreichungen "Herausforderungen Web 2.0" (2010).